# Saut en longueur féminin aux Jeux olympiques d'été de 1948
Navigation
Helsinki 1952
L'épreuve de saut en longueur féminin aux Jeux olympiques d'été de 1948 s'est déroulée le 4 août 1948 au Stade de Wembley à Londres, au Royaume-Uni. Elle est remportée par la Hongroise Olga Gyarmati.

## Résultats

### Finale
L'Argentine Noemí Simonetto de Portela est la première femme d'Amérique du Sud à être médaillée aux Jeux.
| Rang               | Athlète                    | Pays       | Marque  | Note |
| ------------------ | -------------------------- | ---------- | ------- | ---- |
| Médaille d'or      | Olga Gyarmati              | Hongrie    | 5,695 m | OR   |
| Médaille d'argent  | Noemí Simonetto de Portela | Argentine  | 5,600 m |      |
| Médaille de bronze | Ann-Britt Leyman           | Suède      | 5,575 m |      |
| 4                  | Gerda van der Kade-Koudijs | Pays-Bas   | 5,570 m |      |
| 5                  | Nel Karelse                | Pays-Bas   | 5,545 m |      |
| 6                  | Kathleen Russell           | Jamaïque   | 5,495 m |      |
| 7                  | Judy Canty                 | Australie  | 5,380 m |      |
| 8                  | Yvonne Chabot              | France     | 5,350 m |      |
| 9                  | Maria Oberbreyer           | Autriche   | 5,240 m |      |
| 10                 | Ilse Steinegger            | Autriche   | 5,195 m |      |
| 11                 | Vinton Beckett             | Jamaïque   | 5,145 m |      |
| 12                 | Emma Reed                  | États-Unis | 4,845 m |      |

### Qualifications
| Rang | Athlète                    | Pays            | Temps   | Note  |
| ---- | -------------------------- | --------------- | ------- | ----- |
| 1    | Yvonne Chabot              | France          | 5,640 m | Q, OR |
| 2    | Kathleen Russell           | Jamaïque        | 5,610 m | Q     |
| 3    | Noemí Simonetto de Portela | Argentine       | 5,560 m | Q     |
| 4    | Ann-Britt Leyman           | Suède           | 5,470 m | Q     |
| 5    | Gerda van der Kade-Koudijs | Pays-Bas        | 5,440 m | Q     |
| 6    | Vinton Beckett             | Jamaïque        | 5,435 m | Q     |
| 7    | Olga Gyarmati              | Hongrie         | 5,430 m | Q     |
| 8    | Nel Karelse                | Pays-Bas        | 5,360 m | Q     |
| 9    | Maria Oberbreyer           | Autriche        | 5,350 m | Q     |
| 10   | Ilse Steinegger            | Autriche        | 5,300 m | Q     |
| 11   | Judy Canty                 | Australie       | 5,290 m | Q     |
| 11   | Emma Reed                  | États-Unis      | 5,290 m | Q     |
| 13   | Kaisa Parviainen           | Finlande        | 5,270 m |       |
| 14   | Silvana Pierucci           | Italie          | 5,235 m |       |
| 15   | Phyllis Lightbourn-Jones   | Bermudes        | 5,230 m |       |
| 16   | Elaine Silburn             | Canada          | 5,220 m |       |
| 17   | Henryka Słomczewska-Nowak  | Pologne         | 5,180 m |       |
| 17   | Jean Walraven              | États-Unis      | 5,180 m |       |
| 19   | Margaret Erskine           | Grande-Bretagne | 5,140 m |       |
| 20   | Lorna Lee                  | Grande-Bretagne | 5,120 m |       |
| 20   | Gertrude Morg              | Brésil          | 5,120 m |       |
| 22   | June Maston                | Australie       | 5,060 m |       |
| 23   | Joan Shepherd              | Grande-Bretagne | 5,005 m |       |
| 24   | Marguerite Martel          | France          | 4,950 m |       |
| 25   | Milly Ludwig               | Luxembourg      | 4,505 m |       |
| —    | Lilian Young               | États-Unis      | NM      |       |

## Légende
Records et Performances
- AR : Record continental (area record)
- CR : Record des championnats (championship record)
- MR : Record du meeting (meet record)
- NR : Record national (national record)
- OR : Record olympique (olympic record)
- PR : Record paralympique (paralympic record)
- PB : Record personnel (personal best)
- SB : Meilleure performance personnelle de la saison (season's best)
- WL : Meilleure performance mondiale de l'année (world leader)
- WJR : Record du monde junior (world junior record)
- WR : Record du monde (world record)

Circonstances et Conditions
- DNF : N'a pas terminé (did not finish)
- DNS : N'a pas pris le départ (did not start)
- DQ : Disqualification (disqualification)
- NM : Aucun essai valable enregistré (No Mark)
- Q : Qualifié « directement » au prochain tour (ou à la prochaine compétition), lors d'une compétition majeure, grâce au classement ou à la réalisation des minima (automatic qualifier)
- q : Qualifié au prochain tour (ou à la prochaine compétition), lors d'une compétition majeure, grâce au repêchage ou à la réalisation de l'une des meilleures performances parmi celles des « non qualifiés directement » (grâce au meilleur temps ou à la meilleure distance par exemple) (secondary qualifier)